# Rue Paul-de-Kock (Romainville)
Pour l’article homonyme, voir Rue Paul-de-Kock.
La rue Paul-de-Kock, est l'une des plus anciennes voies de communication de Romainville.

## Situation et accès

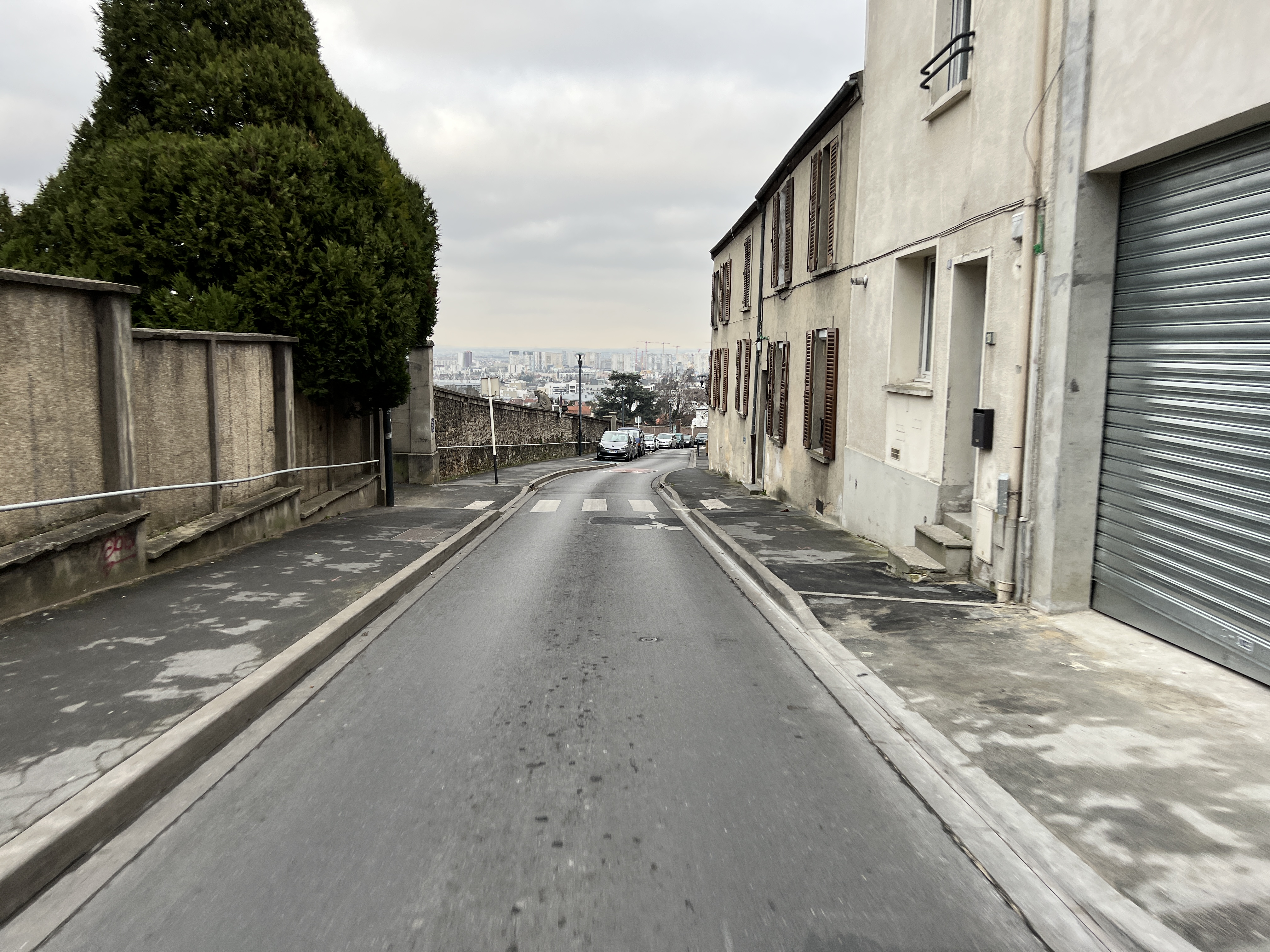
Le long du cimetière, janvier 2021.

Orientée du nord au sud, cette rue fait de fréquentes bifurcations, qui témoignent de son ancien passé.
Elle rencontre dans un premier temps la sente des Coudes-Cornettes, la rue Alphonse-Leydier, la rue des Carrières, le chemin des Porthuys qui mène au nouveau cimetière, l'allée des Mésanges et l'allée des Fauvettes.
Après le carrefour de la rue des Pays-Bas, elle longe le cimetière ancien et marque le début de la rue de la Montagne avant de se terminer place de l'Église, au carrefour de la rue Carnot et de la rue Veuve-Aublet, qui mène au presbytère.

## Origine du nom

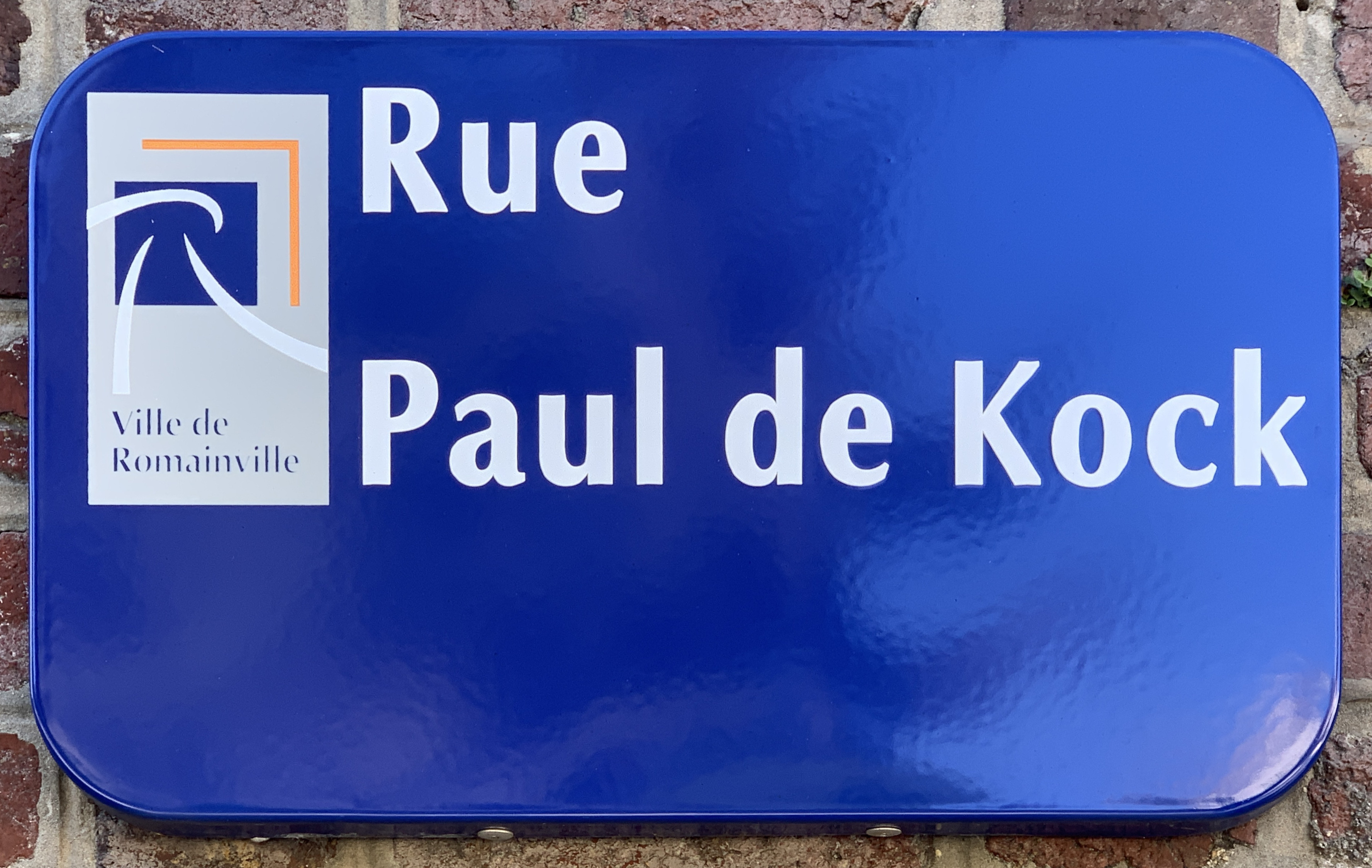
Plaque émaillée Rue Paul-de-Kock.

La rue Paul-de-Kock s'appelait autrefois rue de la Montagne, nom probablement dû à la forte pente qu'elle gravit pour atteindre le sommet du coteau sur lequel est bâtie la commune. Elle prend son nom actuel, en hommage à l'écrivain Paul de Kock, qui demeurait dans cette ville.
La rue de la Montagne actuelle a été percée après les années 1930.

## Bâtiments remarquables et lieux de mémoire
- Église Saint-Germain-l'Auxerrois de Romainville, construite en 1787[5].
- Square Paul-de-Kock.
- Cimetière ancien de Romainville, ouvert en 1833[6].
- Cimetière nouveau de Romainville, ouvert en 1984.
- Institut de réadaptation de Romainville.
- Le recensement de la commune fait en 1911, apprend que vécurent au no 30 les anarchistes belges Jean De Boë et Édouard Carouy, ainsi que Jeanne Bélardi, la maîtresse de celui-ci[7].